# 父から息子へ 〜戦火の国より〜
『父から息子へ 〜戦火の国より〜』（ドイツ語題: Kinder des Kalifats）は、タラル・デルキ監督によるドイツのドキュメンタリー映画である。内戦中のシリアにおける急進的なジハーディズムとテロリストの訓練が映し出されている。日本ではドイツ映画祭 HORIZONTE 2019にて初上映される。
第91回アカデミー賞ドキュメンタリー映画賞にノミネートされた。

## 内容
サラフィー・ジハード主義に友好的なフォトジャーナリストを装ったタラル・デルキ監督はシリア内戦の最前線に近いアル＝ヌスラ戦線の支配下の村へ入ることを許され、オサマ一家のもとに滞在する。家長のアブ・オサマは狂信的な人物であり、アメリカ同時多発テロ事件を公然と賞賛し、自分の子供たちにはアルカーイダやターリバーンの指導者にちなんだ名をつけ、テロリストとなるための訓練を受けさせる。

## 受賞とノミネート
| 映画祭・賞                       | 部門                                         | 候補 | 結果       |
| -------------------------------- | -------------------------------------------- | --- | ---------- |
| サンダンス映画祭                 | ワールド・シネマ・ドキュメンタリー審査員大賞 | タラル・デルキ                                                                                                   | 受賞       |
| アジア太平洋映画賞               | 長編ドキュメンタリー映画賞                   | ハンズ・ロバート・アイセンハウアー、アンツガー・フレーリッヒ、エヴァ・ケンメ、トビアス・シーバー                 | ノミネート |
| インディペンデント・スピリット賞 | 長編ドキュメンタリー賞                       | タラル・デルキ、ハンズ・ロバート・アイセンハウアー、アンツガー・フレーリッヒ、エヴァ・ケンメ、トビアス・シーバー | ノミネート |
| ヨーロッパ映画賞                 | ドキュメンタリー賞                           | タラル・デルキ                                                                                                   | ノミネート |
| アカデミー賞                     | 長編ドキュメンタリー映画賞                   | タラル・デルキ、アンツガー・フレーリッヒ、エヴァ・ケンメ、トビアス・シーバー                                     | ノミネート |